# کووالکوو
کووالکوو (به لهستانی:  Kowalków) یک روستا در لهستان است که در گمینا کازانوو واقع شده‌است.